# Iduna natalensis
El cloropeta común (Iduna natalensis), conocida también como zarcero de Natal o reinita amarilla, es una especie de ave paseriforme de la familia Acrocephalidae, del género Iduna, aunque está también incluida en el género Chloropeta.
Se encuentra en Angola, Burundi, Camerún, República Centroafricana, República del Congo, República Democrática del Congo, Etiopía, Gabón, Kenia, Malaui, Mozambique, Nigeria, Ruanda, Sudáfrica, Suazilandia, Tanzania, Uganda, Zambia y Zimbabue. Su hábitat son los bosques subtropicales o tropicales y matorrales secos subtropicales y tropicales.